# Grupo Petrópolis
Cervejaria Petrópolis er et brasiliansk bryggeri (cervejaria) med hovedkvarter i Petrópolis. De har seks bryggerier i henholdsvis Petrópolis, Boituva, Teresópolis, Rondonópolis, Alagoinhas og Itapissuma, desuden har de bryggerier i Tyskland og Paraguay.
Deres øl og drikkevarer kendes under brands som: Itaipava, Crystal, Lokal, Black Princess, Petra, osv.